# 徳島県道176号新野停車場線
徳島県道176号新野停車場線（とくしまけんどう176ごう あらたのていしゃじょうせん）は、徳島県阿南市を通る、かつて存在した県道である。

## 概要
JR四国牟岐線新野駅前から徳島県道35号阿南相生線交点に至る。

### 路線データ
- 起点：阿南市新野町信里（JR四国牟岐線 新野駅前）
- 終点：阿南市新野町花坂（徳島県道35号阿南相生線交点[注釈 1]）
- 距離：0.06 km[1]

## 歴史
- 1959年（昭和34年）1月31日 - 徳島県道60号新野停車場線として認定（それまでの新野停車場甘枝線を変更）。
- 1972年（昭和47年）3月10日 - 現在の徳島県道176号新野停車場線として再認定。
- 2022年（令和4年）9月16日 - 徳島県告示第572号により、阿南市新野町交差点 - 新野町岡ノ端間の徳島県道35号阿南相生線の旧道の県道指定が解除され、終点では他の国道・県道と交差しない路線となった[2]。
- 2023年（令和5年）3月31日 - 徳島県告示第128号により廃止[3]。

## 地理

### 通過する自治体
- 徳島県
  - 阿南市

### 交差していた道路
| 交差していた道路       | 交差していた場所 | 交差していた場所 |
| ---------------------- | ---------------- | ---------------- |
| 徳島県道35号阿南相生線 | 新野町花坂       | 終点             |

### 沿線
- JR四国牟岐線 新野駅
- 徳島県立阿南光高等学校新野キャンパス（旧徳島県立新野高等学校）